# دیزی هد
دیزی هد (انگلیسی: Daisy Head) یک هنرپیشه اهل انگلستان است. وی از سال ۲۰۰۴ میلادی تاکنون مشغول فعالیت بوده‌است.

## گزیدهٔ فیلمشناسی
از فیلم‌ها یا برنامه‌های تلویزیونی که وی در آن نقش داشته‌است می‌توان به آثار زیر اشاره کرد.

### سینمایی
- آخرین هفت (۲۰۱۰)
- قواعد عشق (۲۰۱۰)
- جهان زیرین: جنگ‌های خونین (۲۰۱۶)
- اوفلیا (۲۰۱۸)

### تلویزیونی
- دکتر مارتین (۲۰۰۷)
- شهر هالبی (۲۰۱۰)
- گناه (۲۰۱۶)